# Budo
Budo (武道, budō), er en samlet betegnelse for japansk filosofisk morallære samt tilhørende træningsmetoder inden for de japanske kampdiscipliner.
Budo er sammensat af roden bu (武) betyder "militær" eller "kriger", og do (道) betyder "vej"; (på engelsk: "martial way").
Begrebet budō knytter sig til de forskellige tidsperioder i Japans historie. Den ene tidsperiode er Tokugawa perioden (1603-1868) også kaldet Edo perioden og den anden periode er den moderne tidsperiode efter Tokugawa perioden.
De klassiske eller traditionelle budo-former refererer til tidsperioden før Meiji-restaurationen (1867-1869). I denne periode eksisterede samuraierne, som den aristokratiske samfundsklasse, hvor det feudale samfund blev styret af en shogun.
De moderne budo-former refererer til tidsperioden efter Meiji-restaurationen, hvor det japanske samfund gik fra den feudale samfundsstruktur til den moderne tidsepoke, under kraftig pres fra Vestens stormagter, specielt USA.
Hvad de respektive budosystemer går ud på, fremgår af nedenstående link, hvis artikler uddyber budosystemerne.

## Periodeopdeling
Den kronologiske kategorisering for budosystemerne er følgende:
Kobudo (古武道, kobudō) og "øvrige budosystemer": År 1603-1868.
Shin-budo (新武道, shinbudō) eller gendai budo (現代武道, gendai-budō): Efter år 1868.

## År 1603-1868 - Tokugawa perioden
Moral, etisk selv-kultivering og æstetik begyndte så småt at tage over i Tokugawa tidsperioden i forhold til den langt mere krigeriske periode, der lå før denne tidsperiode. I Tokugawa perioden eksisterede flere retninger inden for budo.

### Kobudo
Kobudo (古武道) er en betegnelse for budosystemer (på engelsk: classical martial ways), hvor der ikke blev praktiseret sport. Artiklen beskriver etymologi, historie og metodisk system for kobudo.

### Øvrige budosystemer
Øvrige budosystemer er en betegnelse på budosystemer, hvor der blev praktiserede sport.

## Efter år 1868 - Japans moderne tidsperiode
Shin-budo (新武道, shinbudō) eller gendai budo (現代武道, gendai-budō), (på engelsk: modern martial way), er den moderne morallære og træningsmetodik, der blev indført under og i forlængelse af Meiji-restaurationen 1868, hvor den moderne tidsepoke i Japans historie begyndte. Den nye morallære og træningsmetode begyndte at tage ny form, hvor indholdet blev præget af værdier fra den vestlige kultur, herunder sport. De fleste af de oprindelige japanske kampdiscipliner blev moderniseret og standardiseret, samtidigt med at nye japanske discipliner blev skabt. I dag udgør de moderne japanske discipliner flertallet i Japan samt resten af verdenen.
Artiklen indeholder beskrivelse af sport i Edo perioden inden for kenjutsu og kyudo.

## Japanske kampdiscipliner
Oprindelsen af de respektive japanske kampdiscipliner, uanset tilstedeværelsen af sport, er kategoriseret under følgende tidsperioder:

### 1603-1868 - Japans feudale tidsperiode
Discipliner før Meiji-restaurationen:
- Kendo/Kenjutsu
- Kyudo

### Efter år 1868 - Japans moderne tidsperiode
Discipliner efterMeiji-restaurationen
- Aikido
- Iaido
- Judo
- Karate-do
- Kendo
- Naginata-do